# Thust

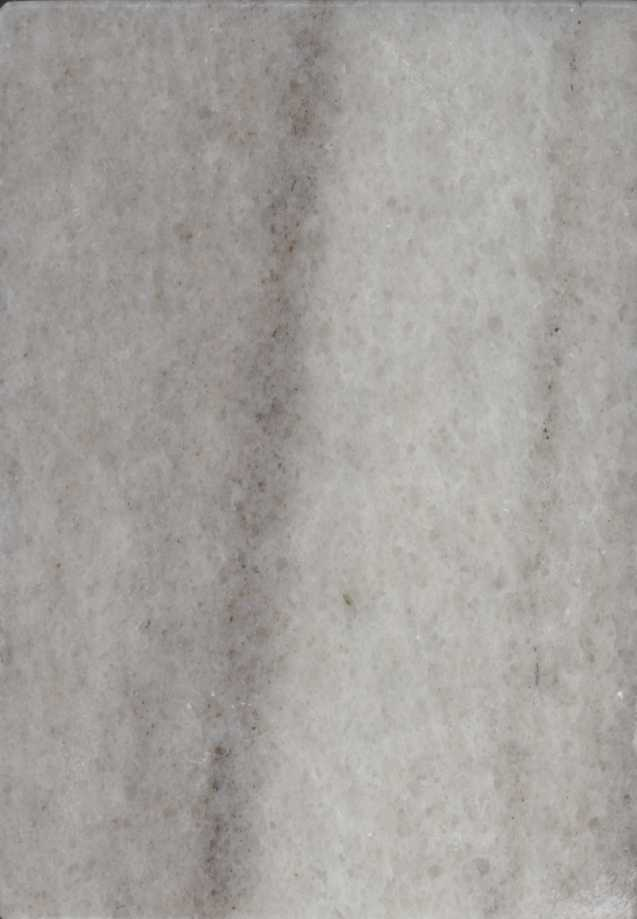
Marmur sławniowicki (Groß-Kunzendorfer Marmor)

Das Unternehmen W. Thust KG. wurde 1819 in Gnadenfrei, das zum Landkreis Reichenbach gehörte, von einem 15-jährigen Steinmetzen gegründet. Es entstand in Westschlesien und war eine Zeit lang einer der größten Steinmetzbetriebe in Deutschland. Der Betrieb gilt als der Spezialist für die Marmorbearbeitung und vor allem für die Anfertigung von gestalteten Grabmalen für die handwerklichen Steinmetzbetriebe bis zum heutigen Tage (2008). Das Unternehmen entwickelte sich schon vor der Gründerzeit zu einem mittelständischen Betrieb; es gehörte vor dem Zweiten Weltkrieg mit zu den zehn größten steinverarbeitenden Betrieben in Deutschland. Am Ende des Zweiten Weltkriegs musste der Firmensitz nach Balduinstein an der Lahn verlegt werden, da das gesamte Eigentum im Osten Deutschlands verloren ging. Nach der Wende in Deutschland eröffnete das Unternehmen in den neuen Bundesländern einen neuen eigenständigen Betriebsteil in Merseburg in Sachsen-Anhalt, der mittlerweile mit dem Werk Balduinstein zur THUST STEIN GmbH zusammenfasst wurde.

## Gründung
Der Gründer der heutigen W. Thust KG war Carl Christian Thust, der 1804 in Gnadenfrei geboren wurde. Er war das achte Kind eines Dorfschmieds, der 14 Tage vor der Geburt von Carl Christian starb. Das Kind wuchs in ärmlichen Verhältnissen auf und konnte nur die Dorfschule besuchen. Mit 10¾ Jahren wurde das Kind ein Steinmetzlehrling und da sich sein Meister weigerte, den fast 15-Jährigen zur Gesellenprüfung zu führen, entschloss er sich 1819, einen eigenen Steinmetzbetrieb zu gründen. Dieser entwickelte sich, trotz unsicherer wirtschaftlicher Verhältnisse, positiv. Bereits im Jahre 1863 wurde eine Dampfmaschine beschafft, die die Steinsägen und Steinschleifmaschinen antrieb. Thust erschloss ferner eigene Marmor-Steinbrüche und der Steinabfall wurde gewinnbringend in Kalköfen zu Kalk gebrannt. 1870 hatte das Unternehmen Thust knapp 100 Beschäftigte. Carl Christian Thust übergab den Betrieb an seine Söhne Woldemar und Reinhold wohlgeordnet. 1892 kaufte die Fa. C. Thust aus Gnadenfrei die Groß-Kunzendorfer Marmorbrüche auf. Zur Senkung der Transportkosten für Marmor entstand die zwölf Kilometer lange Eisenbahnstrecke zwischen Sławniowice (Groß Kunzendorf) und Nowy Świętów (Deutsch Wette), die am 15. November 1894 den Betrieb aufnahm und einen Anschluss an die Bahnstrecken zwischen Nysa und Neustadt bzw. Ziegenhals schuf.

## Entwicklung zum Steinindustriebetrieb

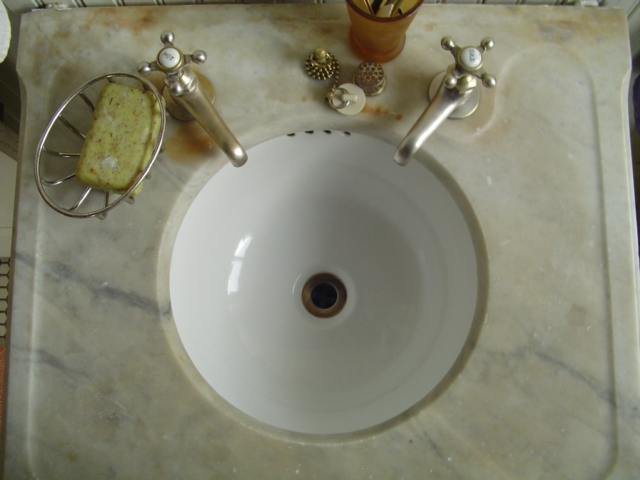
Waschtisch aus der Gründerzeit aus Marmor

Das Unternehmen betrieb nach dem Kauf sieben Marmor-Steinbrüche. Die Steinbrüche bildeten die solide Ausgangsbasis für die weitere wirtschaftliche Entwicklung. Reinhold übernahm den Betrieb in Groß-Kunzendorf und Woldemar den in Gnadenfrei.

Der Ingenieur Hans Thust übernahm den Betrieb seines Vaters Woldemar in Groß-Kunzendorf. Nach der Übernahme des Betriebs von Reinhold Thust durch seinen Sohn Willibald Thust zeigte sich, dass dieser sehr geschäftstüchtig war und 1897 übernahm er den Betrieb von Hans und die Umbenennung in Firma W. Thust erfolgte. Willibald Thust erkannte, dass neben der Produktion der gezielte kaufmännische Vertrieb für die Zukunft eine große Rolle spielen wird. Das Unternehmen führte eine große Produktpalette aus Marmor: Von Treppen, Tür- und Fenstergewänden, Brunnen und Viehtröge über Marmorwaschtische mit in die Marmorrückwand eingearbeiteten Spiegeln, Marmorseifenbehälter bis hin zu Badezimmerverkleidungen. Ferner wurden Sarkophage für die Könige Preußens angefertigt.

Eine bemerkenswerte Nachfrage entwickelte sich für ein neues Massenprodukt durch die voranschreitende Elektrifizierung, das heute weitestgehend unbekannt ist. Es wurden Schalttafeln aus unbrennbaren Marmoren benötigt, deren Produktion für den Betrieb im späteren Zeitverlauf von Bedeutung werden sollte.

Mit der fortschreitenden Entwicklung sozialer Verhältnisse in der Gründerzeit entstanden vermögende Mittelschichten. Aus diesen Verhältnissen resultierte ein Bedarf an Grabmalen aus Naturstein, der bisher nur Adeligen und reichen Bürgern vorbehalten war. Das Unternehmen befriedigte diesen wachsenden Markt mit Marmor-Grabmalen sowohl aus Westschlesien als auch mit Carrara-Marmor aus Carrara in Italien. Dieses Weichgestein kam auf dem Seeweg und durch das nunmehr vorhandene Eisenbahnnetz bis nach Schlesien. Thust entwickelte sich zum größten Grabmalproduzenten in Deutschland und als die Nachfrage nach Grabmalen von den hellen Marmoren zu den schwarzen glänzenden Basalten aus Schweden wechselte, die heute noch auf Friedhöfen zu sehen sind, stellte Thust den Betrieb auf die Hartgesteinsbearbeitung um. Der daraus resultierende Verkaufserfolg verbunden mit erheblichen Anwachsen liquider Mittel ermöglichte 1908 den Abriss der alten Werkstattgebäude und einen Neubau mit einer Diamant-Gattersäge mit geraden Sägeblättern von 4,00 Metern Länge. Eine, für die damalige Zeit, hochtechnische Maschine mit neuen Möglichkeiten zur Herstellung von großformatigen Steinplatten.
Auch auf den Wandel im Kaufverhalten, der die Abkehr von den überladenen Grabmalformen hin zu sogenannten „modernen Grabmal“ mit klaren Formen nach sich zog, reagierte Willibald Thust angemessen. Er nahm an der ersten Grabmalausstellung Deutschlands 1913 in Breslau mit neu geformten Steinen teil und produzierte nach Kundenwünschen.

Willibald war kaufmännisch versiert und wusste, dass in dem drohenden Krieg Schalttafeln aus Marmor für den elektrischen Strom zerstört werden und dass Düngekalk zur Steigerung der Lebensmittelproduktion gebraucht wird. Es zeigte sich, dass die Geldmittel für den Kauf der Marmorbrüche gut angelegt waren. Nach dem Ende des Ersten Weltkriegs konnte er in Schönheide bei Gnadenfrei einen Granitsteinbruch eröffnen und in eine neue Halle mit neuen Maschinen investieren. Ferner gründete er 1923 eine Vorsorgekasse, die Zuschüsse an die Arbeitnehmerschaft im Krankheitsfall und bei Rentenzahlungen leistete, um sozialen Frieden herzustellen. Seit 1927 wird eine Zeitschrift des Unternehmens Aus Steinen Brot, die unregelmäßig bis zum heutigen Tage erscheint, erstmals herausgegeben.

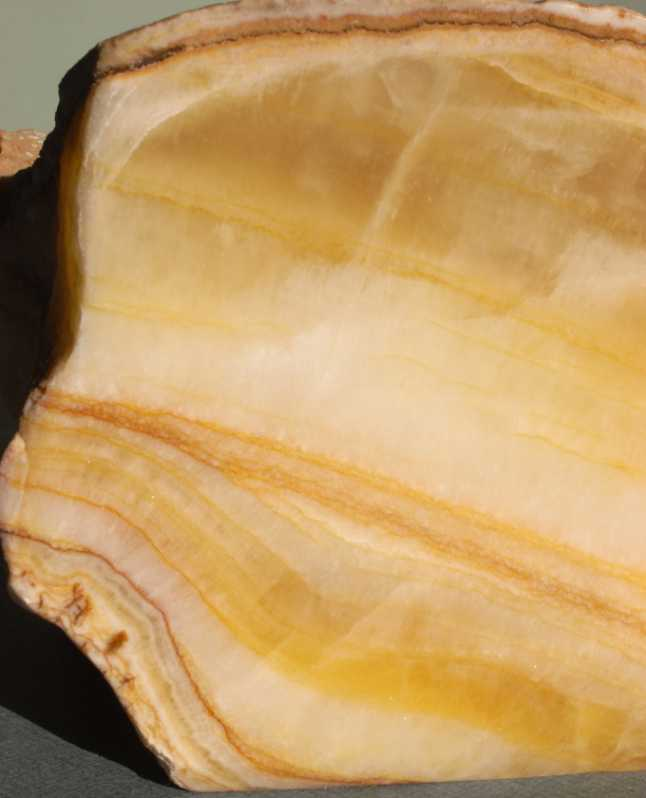
Gold-Onyx (Onyxmarmor ZLATY ONIX)

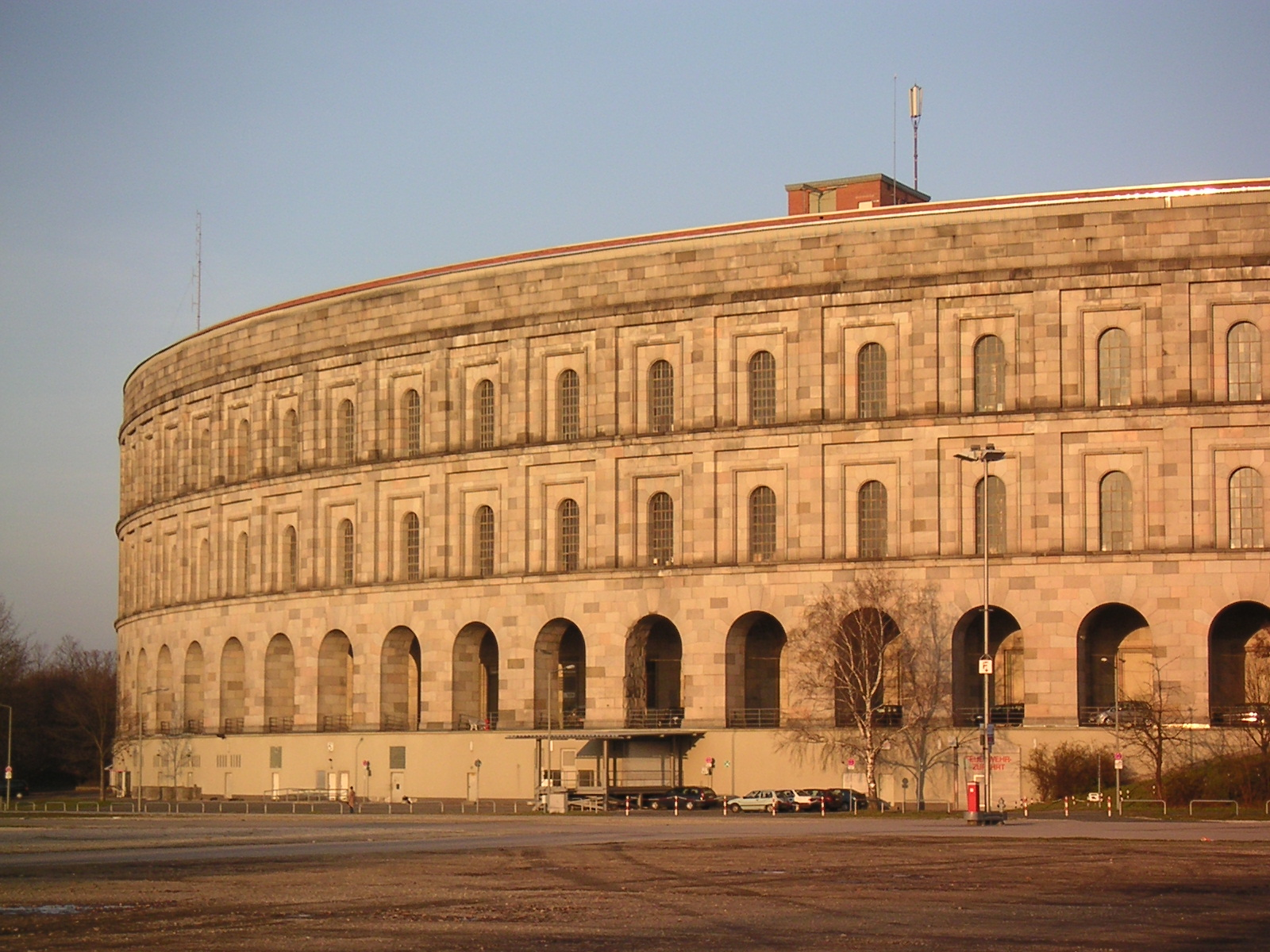
Kongresshalle Nürnberg aus Rübezahl Granit

In Lipová-Lázně (Oberlindewiese) wurden Grundstücke für den Marmorabbau gekauft und Steinbrüche in Groß-Mohrau am Glatzer Schneeberg und in Muhrau bei Striegau wie auch ein Granitsteinbruch im Riesengebirge eingerichtet. Bei Kratzdorf wurde der smaragdgrüne Serpentinit Altvatergrün, bei Levice-Leva der sogenannte Gold-Onyx, ein Onyxmarmor, in eigenen Brüchen gewonnen. Einen weiteren Steinbruch in Seitenberg nennt die Broschüre Aus Steinen Brot. 1927 erwarb Thust ein Steinwerk in Balduinstein. Diese Entscheidung sollte für den Bestand des Betriebes von großer Bedeutung sein. In der Weltwirtschaftskrise 1929 ging der Umsatz von Marmor um 25 Prozent und der Grabmalumsatz um 50 Prozent zurück. Erst 1934 besserte sich die Lage des Betriebs, als die Unternehmung einen Auftrag für das Zeppelinfeld in Nürnberg und für die Schwimmhalle auf dem Berliner Reichssportfeld erhielt. 1936 gab es den Auftrag für den Bau der Nürnberger Kongresshalle aus Rübezahl-Granit, wofür 350 Arbeiter im Steinbruch des Riesengebirges im Zweigwerk Szklarska Poręba (Oberschreiberhau) benötigt wurden. Zusätzlich wurden 32 Lehrlinge angestellt. Trotz dieser voluminösen Aufträge der Nazi-Regierung bildete der Schwerpunkt der Tätigkeit weiterhin das Grabmalgeschäft mit den Meistern des Steinmetzhandwerks bis zum Beginn des Zweiten Weltkriegs. Auch hier erkannte Willibald Thust die Zeichen der Zeit und firmierte zu Kriegsbeginn von einem Einzelunternehmen zu einem Familienunternehmen um.

## Neuanfang nach 1945

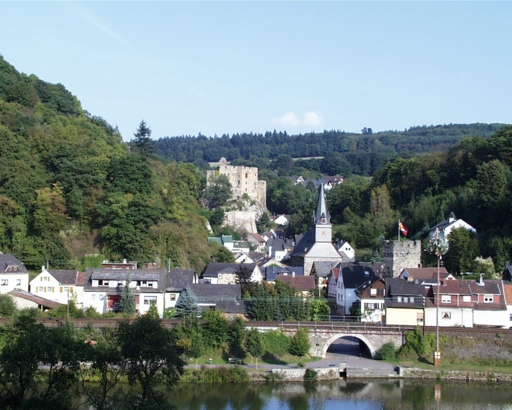
Balduinstein an der Lahn

Diese Entscheidung half Willibald Thust wenig, denn am Ende des Zweiten Weltkriegs musste der Firmensitz nach Balduinstein an der Lahn verlegt werden, da das gesamte Eigentum, das im Osten Deutschlands lag, verloren ging. Nach 1945 wurde mit eigenem Personal das Werk in Balduinstein wieder aufgebaut. Es wurde dafür gesorgt, dass ehemalige Mitarbeiter zuzogen, und mietete in Geilnau Wohnhäuser zur Unterbringung an und baute Werkswohnungen. Der fehlende Zugang zu einem eigenen Steinmaterial war ein großes Wettbewerbsproblem und der Versuch, einen Diabas-Steinbruch in 100 Kilometer Entfernung zu eröffnen, schlug fehl. Die fehlenden eigenen Brüche gegenüber alteingesessenen steinverarbeitenden Unternehmen behinderte das Weiterkommen im Wettbewerb in den Nachkriegsjahren erheblich. Erst nach der Währungsreform und nach 1950 gelang es mit dem Verkauf von Grabmalen aus Materialien aus dem Raum Tessin voranzukommen. 1957 konnte der Maschinenpark modernisiert werden, und Wolfgang Thust übernahm von Dr. Werner Thust die Betriebsleitung.

Nach der Wende gründete Wolfgang Thust in Merseburg in Sachsen-Anhalt einen weiteren Betrieb, der inzwischen mit der Niederlassung in Balduinstein zur Thust GmbH zusammengefasst wurde. Seit dem Jahr 2006 firmiert das Unternehmen unter „THUST STEIN GmbH“ und beschäftigt heute an beiden Standorten rund 30 Mitarbeiter.
Das Unternehmen zeichnete sich bis zum heutigen Tage durch eine neuzeitliche an den jeweiligen Bedarf orientierte gestaltete Grabmalformenwahl aus. Thust beschäftigte in seinem Betrieb in Balduinstein bundesweit anerkannte Steinbildhauer als Entwerfer, die die Grabmalgestaltung in der Bundesrepublik beeinflussten. Wolfgang Thust organisierte kontinuierlich Symposien für Bildhauer, Kunststudenten und für seine eigenen Lehrlinge in Balduinstein. Wolfgang Thust war Kuratoriumsmitglied beim Leitfriedhof Nürnberg auf dem gestaltete Grabsteine ausgestellt werden. Stets bildete das Unternehmen ihren eigenen Nachwuchs entweder als Kaufleute oder als Steinmetze aus. Zahlreiche Ausstellungsbeteiligungen an Bundesgartenschauen, zahlreiche Preise und Auszeichnungen für gestaltete Grabmale über Jahre hinweg stehen für den erfolgreichen Gestaltungswillen. Es werden nur Betriebe des Steinmetzhandwerks und keine Endverbraucher beliefert.

## Arbeiten im öffentlichen Raum (Auswahl)
Neben zahlreichen Grabdenkmälern sind Arbeiten im öffentlichen Raum zu finden:
- Treppenhaus des Bochumer Rathauses
- Kandelaber im Hochzeitssaal des Adlon-Hotels in Berlin mit 90 cm Durchmesser aus Gold-Onyx
- Massive Steinstufen für das Zeppelinfeld in Nürnberg aus Jura-Marmor und Rübezahl-Granitplatten 1,10›‹1,10›‹0,10 Meter für das Aufmarschfeld
- Beckenumrandung für das Schwimmbecken in der Schwimmhalle auf dem Reichssportfeld Berlin aus Groß-Kunzendorfer Marmor (1936)[2]
- Kongresshalle Nürnberg aus Rübezahl-Granit mit Säulen von 8 Metern Länge und einem Durchmesser von 1,40 Meter (1936)[3]
- Skulptur vor der ersten Konservenfabrik, Firma Züchner, in Seesen: „Die Geburtsstunde der Konservendose“
- Gedenkstein in Bad Harzburg für die Partnerschaft von Bad Harzburg und Szklarska Poręba (Schreiberhau) (1990): Rübezahl-Granit